# Nowy Julianów
Nowy Julianów – wieś w Polsce położona w województwie dolnośląskim, w powiecie wałbrzyskim, w gminie Walim.
Do 2023 r. miejscowość była częścią wsi Dziećmorowice.